# Паниранистская партия
Паниранистская партия (перс. حزب پان ایرانیست‎‎, Хезб-е Пāнирāнист) — оппозиционная политическая партия в Иране, которая выступает за паниранизм. Партия не зарегистрирована и де-юре запрещена, однако она продолжает действовать на территории Ирана в подполье.
Во времена правления династии Пехлеви партия была представлена в парламенте и считалась полуоппозицией внутри режима, которой было разрешено действовать до официального осуждения согласия Ирана на независимость Бахрейна в 1971 году.
Партия была вынуждена закрыться и слиться с Партией возрождения в 1975 году.
Паниранистская партия была антикоммунистической организацией и регулярно сражалась со сторонниками Народной партии Ирана на улицах Тегерана.
Паниранистская партия высказалась в поддержку Иранского зелёного движения в 2009 году, и её дискурс был возрождён в 2010-х годах консерваторами, которые тактически приняли её позиции на фоне ирано-саудовских разногласий и столкновений.

## Предыстория
Вторжение в Иран англо-советских армий в начале XX века привело к чувству незащищённости среди иранцев, которые видели, что шах Реза Пехлеви бессилен против такого иностранного присутствия в стране. В стране, особенно в столице Тегеране, присутствовали солдаты из России, Англии, Индии, Новой Зеландии, Австралии, а затем и Америки.
Англо-советское вторжение в Иран повлияло на серию студенческих движений в 1941 году, где национализм набирал популярность среди иранцев больше, чем когда-либо, одной из этих новых групп была подпольная националистическая партизанская группа под названием «Группа мести» (также известная как «Анджоман».
Паниранистская партия была основана позже двумя членами группы мести и двумя другими студентами в середине-конце 1940-х годов в Тегеранском университете.
Хотя паниранистское движение было активным на протяжении 1930-х годов, оно представляло собой слабо организованный националистических альянс писателей, учителей, студентов и активистов. Партия была первой организацией, официально занявшей паниранистскую позицию, которая верила в солидарность и воссоединение иранских народов, населяющих Иранское нагорье.

## История

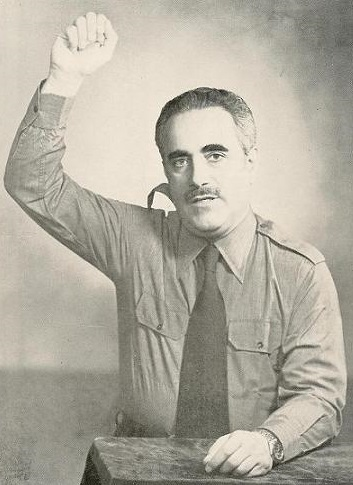
Мохсен Пезешкпур, соучредитель и лидер партии с 1967 по 1997 год, представлял Хорремшехр в парламенте с 1967 по 1971 год. Был депутатом парламента с 1975 по 1979 год с билетом Растахиза

В 1951 году Мохсен Пезешкпур и Дариуш Форухар пришли к разногласиям относительно того, как должна действовать партия, и произошёл раскол.
Фракция Пезешкпур, сохранившая название партии, верила в работу в рамках системы Мохаммеда Резы Пехлеви. Фракция «Форухар», которая приняла новое название «Меллат Иран» (Партия нации Ирана), верила в борьбу с системой.
Меллат Иран был гораздо более ярым националистом, чем прежняя партия, и решительно поддерживал и был в союзе с национальным движением Мохаммеда Моссадыка, который основал Национальный фронт Ирана (Джебхе Мелли) вместе с другими иранскими националистическими лидерами.
Партия, как утверждается, финансировалась Центральным разведывательным управлением.
После спонсируемого Англо-американцами государственного переворота против Моссадыка шах взял на себя диктаторские полномочия и объявил вне закона почти все политические группы, включая «Меллат Иран» и «Национальный фронт».
Паниранистская партия вскоре стала официальной оппозицией в Меджлисе, а Пезешкпур стал спикером.
Однако на самом деле партия обладала очень небольшой политической властью и влиянием, и её позиция в первую очередь должна была носить символический характер.
Начиная с конца 1960-годов, при правительстве Амир Аббаса Ховейда, Иран в основном превратился в однопартийную диктатуру под руководством Партии Имперского возрождения (Растахиз).
Пезешкпур оставался активным членом Меджлиса и выступал против британского правления в Бахрейне, на которое претендовал Иран.
Он основал резиденцию в городе Хорремшехре.
В Хузестане партия впервые смогла добиться доминирующего влияния, в то время как в остальной части Ирана партия продолжала оказывать очень слабое влияние.
С началом революции в 1978 году Пезешкпур и другие политики, бывшие в союзе с шахом, бежали из страны в изгнание.
Мохаммад Реза Амели Теграни, один из основателей партии, был приговорён Революционным судом к смертной казни и впоследствии казнён в мае 1979 года.
Националистические движения, такие как «Меллат Иран» и «Национальный фронт», выступавшие против шаха, остались в стране и сыграли решающую роль в революционном временном правительстве Мехди Базаргана.
После Исламской революции 1979 года, которая в конечном итоге привела к приходу у власти Хомейни на пост Верховного лидера после краха временного правительства, все националистические группы, а также социалистические и коммунистические движения, такие как Народная партия Ирана, были запрещены.
В начале 1990-х годов Пезешкпур написал письмо с извинениями новому Верховному лидеру Али Хаменеи, заявив, что он хотел бы вернуться в Иран и пообещал навсегда остаться вне политики.
Хаменеи принял извинения и разрешил Пезешкпуру вернуться при условии, что он не возобновит свою прежнюю политическую деятельность.
Однако некоторое время спустя Пезешкпур вновь стал активно заниматься политикой и восстановил в Иране Паниранистскую партию. Он реформировал партийную структуру и отказался от большей части старой организационной идеологии, против которой выступал Форухар и которая первоначально привела к расколу.
Однако Паниранистская партия и «Меллат Иран» не примирились и продолжали функционировать как отдельные организации.
После студенческих демонстраций 1999 года многие члены Паниранистской партии были арестованы, а девять членов руководства партии, включая самого Пезешкпура, были вызваны в Исламский революционный суд.
Выдвинутые против них обвинения включали распространение антиправительственной пропаганды в официальной партийной газете «Национальный суверенитет».
В январе 2011 года соучредитель Паниранистской партии Мохсен Пезешкпур был объявлен мёртвым, когда находился под домашним арестом иранского правительства.
В результате Реза Кермани был объявлен новым лидером Паниранистской партии.
Где-то в 2012 году Реза Кермани умер из-за проблем со здоровьем, вызванных 18-месячным заключением в тюрьме Раджаи Шахр, условия содержания в которой многие сочли бесчеловечными и подвергли критике на международном уровне.

## Флаг

Флаг Паниранистской партии

Другой тип флага - Паниранистской партии, который также использовался Национальной партией Ирана.

Флаг паниранистской партии — это партийный флаг, украшенный национальным цветом Ирана.
В центре этого флага также есть знак оппозиции, что означает противодействие любой колониальной идее, противодействие рассредоточению иранских земель, противодействие антигуманным идеям, противодействие коррумпированным организациям, противодействие коммунизму, противодействие панисламизму, противодействие пантюркизму, антисемитизм и новому мировому порядку.
Также в середине этого флага выгравирована чёрная лента, означающая траур по утрате «иранских» земель.

## Партийные собрания
Паниранистская партия проводит партийные собрания в двух официальных офисах на территории Ирана.
Официальные лица Исламской Республики Иран, считающие деятельность партии незаконной, протестовали против её деятельности и митингов.

## Критика
Некоторые политические партии Ирана, ссылаясь на то, что Паниранистская партия связана с Национал-социалистической рабочей партией Ирана считают её фашистской и тоталитарной партией, однако сами Паниранисты всегда отрицали эти утверждения.
Предлагаемая конституция
Паниранисты представили свой проект конституции в 1997 году, важнейшими принципами которой являются: парламентская система, конституционная монархия, национальный суверенитет и секуляризм.